# 川崎貨運站

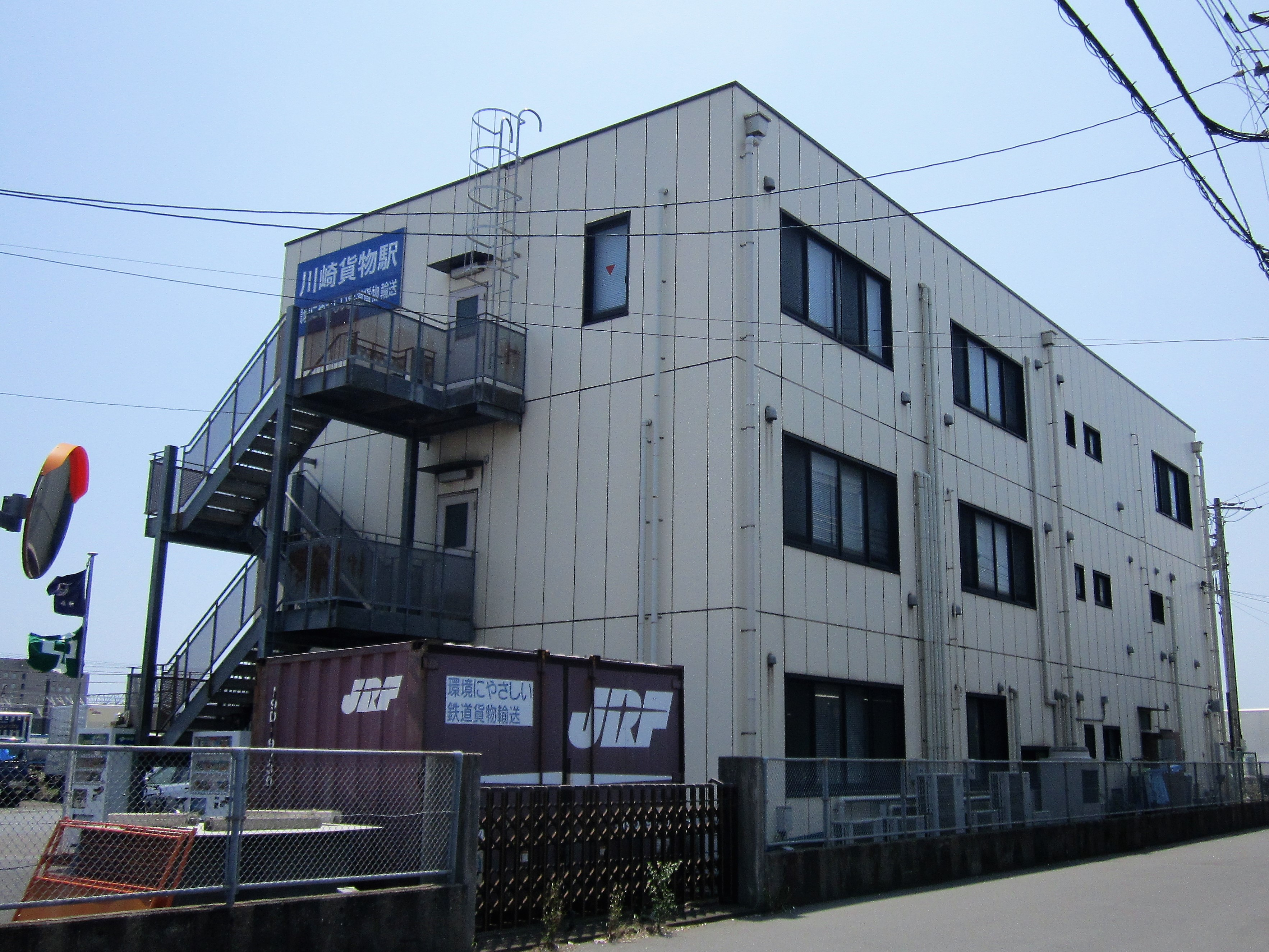
川崎貨物車站（2019年8月）

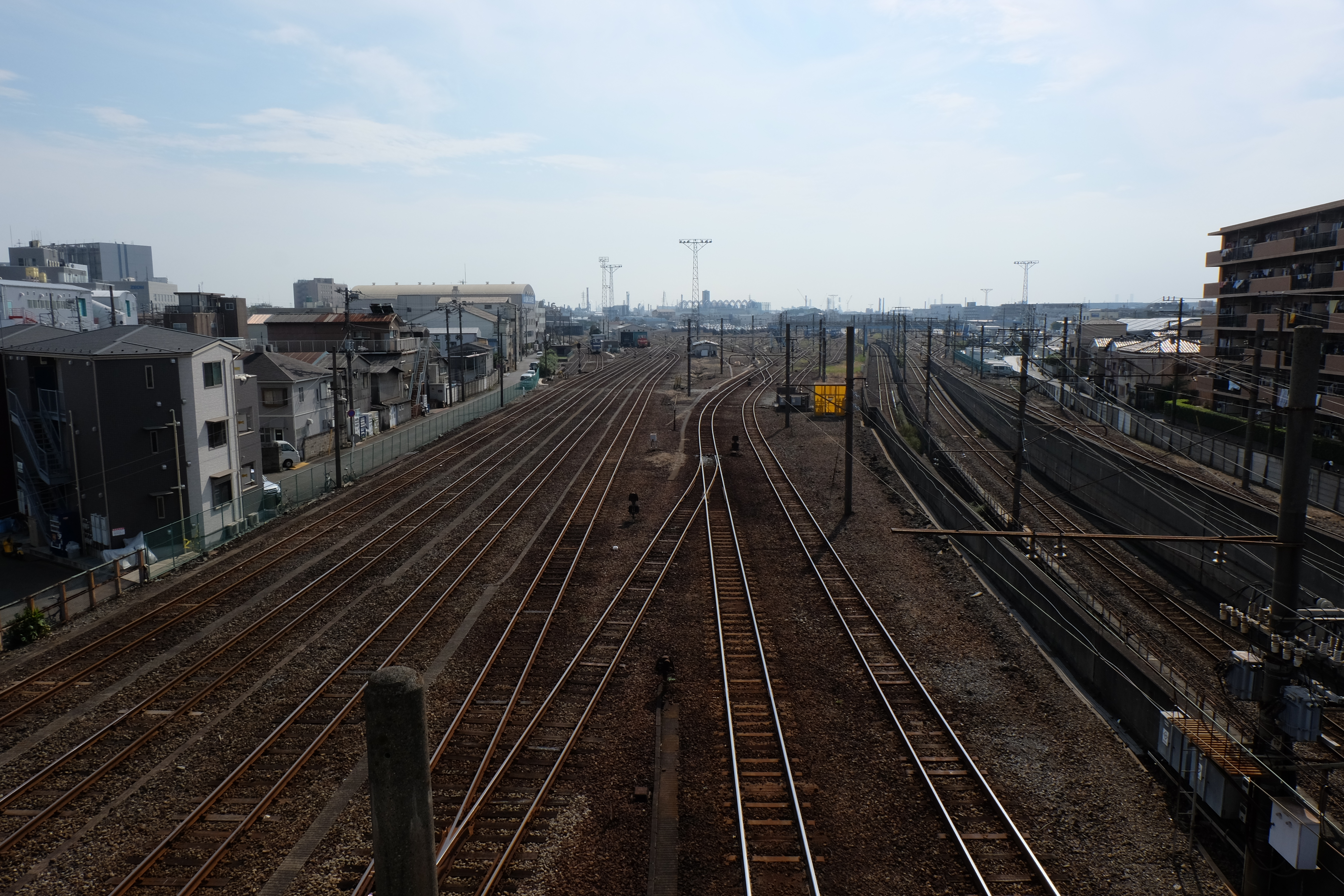
跨線橋望向川崎貨運站內（2014年9月）

川崎貨運站（日语：／ Kawasaki Kamotsu eki */?）是位於神奈川縣川崎市川崎區鹽濱四丁目，屬於神奈川臨海鐵道和日本貨物鐵道的貨運車站。
JR東海道本線貨物支線（通稱：東海道貨物線）和神奈川臨海鐵道浮島線、千鳥線駛入此站，構成一個3路線交匯的車站。在2017年9月30日前，神奈川臨海鐵道的水江線也連接此站。

## 歷史
在1950年代後期，為了京濱工業地帶中運送貨物，便從國鐵東海道本線貨物支線的濱川崎站開始延伸專用線。在川崎市電和京濱急行電鐵大師線部分路段使用雙軌距區間。但是高度經濟成長使貨物運輸量增大，濱川崎站的負荷能力已經到達極限。因此國鐵在1964年把貨物支線延長，開設設有編組場的鹽濱操站。同時，為了連接浮島地區、千鳥町地區和水江地區各工場而開設神奈川臨海鐵道各路線。
另外，受到建設鹽濱操站的影響。在1964年，京濱急行電鐵大師線小島新田至鹽濱之間，以及川崎市電池上新田至鹽濱之間暫停暫停服務。小島新田站的貨物車站也要向西遷移（後來在1967年，川崎市電的上述區間，在1970年，大師線的上述區間正武廢止）。

### 年表
- 1964年（昭和39年）
  - 3月25日 - 鹽濱操站啟用，當時位於神奈川縣川崎市大師河原。營業範圍包括「連接該停車場，從專用線到發的車載貨物，前往神奈川臨海鐵道株式會社線方向的聯連車載貨物和公司專用車載貨物」開通[2]。神奈川臨海鐵道各線同時開通。當時站內設有貨物月台。
  - 6月21日 - 站内電氣化。
- 1965年（昭和40年）10月1日 - 設置貨櫃月台。營業範圍改為「貨物（但是，只限以下車載貨物，包括小批量混裝、於同一個停車場轉至專用線的貨物，前往神奈川臨海鐵道株式會社線方向的貨物）」[3]。
- 1967年（昭和42年）7月1日 - 營業範圍改為「貨物貨物（但是，只限以下車載貨物，使用Ku5000號形式運載的貨物、小批量汽車混裝、於同一個停車場轉至專用線的貨物，前往神奈川臨海鐵道株式會社線方向的貨物）」[4]。
- 1972年（昭和47年）4月1日 - 營業範圍改為「貨物」[5]。
- 1973年（昭和48年）10月1日 - 貨物支線延伸至東京貨運站。營業範圍改為「貨櫃與小批量貨物」[6]。
- 1974年（昭和49年）
  - 9月3日 - 編組場自動化，設置直線電機車（帶直線電機的貨車加減速裝置）。
  - 10月1日 - 開始處理小型行李。營業範圍改為「小型行李，貨物」[7]（設有編組場的一般車站）。
- 1978年（昭和53年）12月1日 - 不再處理小行李，營業範圍改為「貨物」[8]（設有編組場的貨運站）。
- 1984年（昭和59年）2月1日 - 解除指定為地區指定組成站。指定為「輸送基地」。編組場從國鐵變由神奈川臨海鐵道接管。
- 1986年（昭和61年）11月1日 - 解除指定為輸送基地，編組場功能完全停止。
- 1987年（昭和62年）4月1日 - 伴隨國鐵分割民營化，車站由日本貨物鐵道（JR貨物）繼承。
- 1990年（平成2年）3月10日 - 車站改名為川崎貨運站[9]。
- 1995年（平成7年）8月21日 - 下行線新月台，引入着發線貨物裝卸方式（E&S方式）[10]。
- 1997年（平成9年）8月25日 - 站內開設川崎車輛所。
- 1998年（平成10年）3月26日 - 站內開設川崎機關區（後來與新鶴見機關區合併，變為鶴見機關區川崎派出）[11]。
- 2017年（平成29年）9月30日 - 神奈川臨海鐵道水江線廢止[1]。

## 處理貨物
川崎貨運站可處理貨櫃貨物和車載貨物。在貨櫃貨物中，車站可處理12呎、20呎、和30呎JR規格的鐵路貨櫃，也可處理20呎（重量為24噸以下）的ISO規格海運貨櫃。
處理貨物中，包括了工業製品、化工製品和工業藥品。可處理產業廢物和特別管理產業廢物。

## 使用狀況
以下為近年一年總貨運量。
| 年度   | 發送量（公噸） | 到達量（公噸） | 參考資料 |
| ------ | -------------- | -------------- | -------- |
| 1998年 |                |                |          |
| 1999年 | 148,449        | 140,400        | [ 12 ]   |
| 2000年 | 151,170        | 176,338        | [ 13 ]   |
| 2001年 | 150,852        | 173,367        | [ 14 ]   |
| 2002年 | 137,013        | 165,769        | [ 15 ]   |
| 2003年 | 136,003        | 175,988        | [ 16 ]   |
| 2004年 | 133,047        | 157,170        | [ 17 ]   |
| 2005年 | 139,260        | 162,861        | [ 18 ]   |
| 2006年 | 149,404        | 158,119        | [ 19 ]   |
| 2007年 | 151.596        | 152,359        | [ 20 ]   |
| 2008年 | 127,157        | 133,718        | [ 21 ]   |
| 2009年 | 114,179        | 95,230         | [ 22 ]   |
| 2010年 | 120,644        | 113,716        | [ 23 ]   |
| 2011年 | 115,990        | 128,022        | [ 24 ]   |
| 2012年 | 132,522        | 129,937        | [ 25 ]   |
| 2013年 | 151,363        | 141,457        | [ 26 ]   |
| 2014年 | 148,780        | 141,744        | [ 27 ]   |
| 2015年 | 154,163        | 141,245        | [ 28 ]   |
| 2016年 | 136,360        | 117,573        | [ 29 ]   |
| 2017年 | 138,538        | 107,148        | [ 30 ]   |
| 2018年 | 126,168        | 99,041         | [ 31 ]   |
| 2019年 | 131,919        | 72,966         | [ 32 ]   |
| 2020年 |                |                |          |

## 車站周邊
- 京急大師線小島新田站
- 日本Zeon（日语：日本ゼオン）川崎工場
- 旭化成化學川崎製作所
- 川崎市交通局鹽濱營業所（日语：川崎市バス塩浜営業所）
- PRESS工業（日语：プレス工業）總部
- AOI國際醫院（日语：AOI国際病院）（舊・川崎社會保險醫院）

## 相鄰車站
日本貨物鐵道
東海道本線貨物支線（東海道貨物線）
東京貨運站－川崎貨運站－濱川崎
神奈川臨海鐵道
浮島線
川崎貨運站－末廣町
千鳥線
川崎貨運站－千鳥町

### 曾經存在的路線
神奈川臨海鐵道
水江線
川崎貨運站－水江町

## 注腳
1. 1 2  電氣車研究會《平成二十九年度 鉄道要覧》13頁
2. ↑  1964年（昭和39年）3月25日日本國有鐵道公示第112号
3. ↑  1965年（昭和40年）9月29日日本國有鐵道公示第571號
4. ↑  1967年（昭和42年）6月30日日本國有鐵道公示第310號
5. ↑  1972年（昭和47年）3月27日日本國有鐵道公示第673號
6. ↑  1973年（昭和48年）9月25日日本國有鐵道公示第157號
7. ↑  1974年（昭和49年）9月12日日本國有鐵道公示第208號
8. ↑  1978年（昭和53年）11月28日日本國有鐵道公示第157號
9. ↑  . 交通新聞 (交通新聞社). 1989-10-21: 1 （日语）.
10. ↑  . 交通新聞 (交通新聞社). 1995-08-24: 1 （日语）.
11. ↑  鐵道雜誌 (鐵道雜誌社). 1998-07, 32 (7): 98 （日语）. 缺少或|title=为空 (帮助)
12. ↑  神奈川縣縣勢要覧（平成12年度版）228頁
13. ↑  神奈川縣縣勢要覧（平成13年度版）230頁
14. ↑  神奈川縣縣勢要覧（平成14年度版）228頁
15. ↑  神奈川縣縣勢要覧（平成15年度版）228頁
16. ↑  神奈川縣縣勢要覧（平成16年度版）228頁
17. ↑  神奈川縣縣勢要覧（平成17年度版）230頁
18. ↑  神奈川縣縣勢要覧（平成18年度版）230頁
19. ↑  神奈川縣縣勢要覧（平成19年度版）232頁
20. ↑  神奈川縣縣勢要覧（平成20年度版）237頁
21. ↑  神奈川縣縣勢要覧（平成21年度版）247頁
22. ↑  神奈川縣縣勢要覧（平成22年度版）245頁
23. ↑  神奈川縣縣勢要覧（平成23年度版）245頁
24. ↑  神奈川縣縣勢要覧（平成24年度版）241頁
25. ↑  神奈川縣縣勢要覧（平成25年度版）243頁
26. ↑  神奈川縣縣勢要覧（平成26年度版）245頁
27. ↑  神奈川縣縣勢要覧（平成27年度版）245頁
28. ↑  神奈川縣縣勢要覧（平成28年度版）253頁
29. ↑  神奈川縣縣勢要覧（平成29年度版）245頁
30. ↑  神奈川縣縣勢要覧（平成30年度版）229頁
31. ↑  神奈川縣縣縣勢要覧（令和元年度版）229頁
32. ↑  神奈川縣縣勢要覧（令和2年度版）229頁

## 外部連結
- Kanarin Topic 川崎貨物站編 （页面存档备份，存于）（日語）